# Ductus choledochus
Der Ductus choledochus (von lateinisch ductus „Gang“, und griechisch-lateinisch choledochus „Galle aufnehmend“), auch Hauptgallengang und kurz Choledochus genannt, ist die Vereinigung des Ductus hepaticus communis mit dem Ausführungsgang der Gallenblase (Ductus cysticus) und dient dem Transport der Gallenflüssigkeit in das Duodenum (Zwölffingerdarm). Bei Säugetieren, denen eine Gallenblase fehlt (z. B. Pferde), wird die Vereinigung von rechtem und linken Lebergang als Ductus choledochus bezeichnet.

## Anatomie
Der Ductus choledochus ist ein häutig-muskulöser Schlauch, der beim Menschen etwa 7,5 cm lang ist und einen Durchmesser 4–7 mm hat, im Endabschnitt bei älteren bis zu 10 mm. Er zieht zusammen mit der Pfortader und der Arteria hepatica propria durch die Leberpforte. Dann verläuft er über das kleine Netz hinter der C-Schlinge des Zwölffingerdarms entlang des Kopfs der Bauchspeicheldrüse. Dort vereinigt er sich beim Menschen mit dem Hauptausführungsgang der Bauchspeicheldrüse (Ductus pancreaticus oder Ductus wirsungianus nach dem deutschen Anatomen J. G. Wirsung) und mündet nach Passage eines Schließmuskels (Papilla vateri oder Papilla duodeni major) an der Innenseite der C-Schlinge des Zwölffingerdarmes. Die Blutversorgung des Ductus choledochus erfolgt über die Arteria cystica.

## Funktion und Bedeutung
Im nüchternen Zustand wird die Galle in die Gallenblase zurückgestaut. Dort wird die Galle gesammelt und etwas eingedickt. Die Gallenblase dient als Vorratsbehälter.
Nach dem Essen kehrt sich der Fluss im Gallenblasengang um. Die Gallenblase zieht sich zusammen, entleert die Galle in den Zwölffingerdarm.
Die Fließgeschwindigkeit im Gang ist zu langsam, um mit einem Ultraschalldopplergerät erfasst zu werden. Geschätzt beträgt sie 0,1–1 Zentimeter pro Sekunde. Die verschiedenen Fließrichtungen werden durch Schließmuskel und durch Hormone, insbesondere das Cholezystokinin gesteuert.

## Krankheiten
Ein dauerhafter Verschluss des Gallenganges ist eine schwere Gesundheitsstörung. Zunächst kommt es zu einer Gelbsucht (hier zu einem cholestatischen Ikterus) und schließlich zu einem Leberversagen. Durch medizinische Maßnahmen muss deswegen ein Verschluss des Gallenganges wieder beseitigt werden.
Der Verschluss des Ductus choledochus kann durch einen Gallenstein (Choledocholithiasis), einen Gallengangstumor oder durch Kompression von außen (beispielsweise Pankreaskopftumor) entstehen. Nach einer Gallenblasenoperation kann eine versehentliche Verletzung oder Abklemmung (OP-Clip) zu einem vollständigen Verschluss führen.
Entzündungen des Ductus choledochus können in Form einer bakteriellen Cholangitis (sekundär sklerosierenden Cholangitis) oder als Autoimmunerkrankung (primär sklerosierende Cholangitis) auftreten. Die dadurch entstehenden Einengungen des Gallengangs finden sich jedoch meist im Bereich der intrahepatischen Gallenwege
Eine Atresie kann als angeborene Fehlbildung auftreten. Im Mündungsbereich sind ebenfalls Missbildungen möglich: Choledochuszyste (zystische Erweiterung des Ductus choledochus), Choledochocele (3 bis 6 cm große zystische Erweiterung der Ampulla vateri), inneres Duodenaldivertikel (Aussackung einer nicht zurückgebildeten Restmembran im Duodenum in der Höhe der Papilla vateri).
Die chirurgische Eröffnung des Choledochus, welche zur Verhinderung eines Leberversagens spätestens dann angezeigt ist, wenn konservative Maßnahmen nicht zum Erfolg geführt haben, wird als Choledochotomie, die Zerkleinerung von Choledochussteinen als Choledocholithotripsie bezeichnet. Die ersten Operationen dieser Art wurden zwischen 1884 und 1890 von Carl Langenbuch (Berlin), Hermann Kümmell (Hamburg) und Ludwig Courvoisier (Basel) durchgeführt. Die erste retroduodenale Choledochotomie erfolgte 1894 in den USA durch A. Lane.

## Untersuchungsmöglichkeiten
Durch eine Reihe von Untersuchungsmöglichkeiten kann der Ductus choledochus heute recht gut beurteilt werden. Am wichtigsten sind dabei der Ultraschall bzw. die Endosonographie, verschiedene Laborwerte (Gamma-Glutamyltransferase, Bilirubin, Alkalische Phosphatase) und die Endoskopisch Retrograde Cholangiopankreatikographie (ERCP). Auch eine Perkutane transhepatische Cholangiographie (PTC), Computertomografie (CT) oder Magnetresonanz-Cholangiopankreatikographie (MRCP) sind möglich.
Die früher übliche indirekte Darstellung des Ganges mittels gallegängiger Kontrastmittel wird heute kaum mehr angewendet, da der Ultraschall und die ERCP eine schnellere und bessere Aussage liefern und die früher häufigeren Kontrastmittelunverträglichkeiten damit entfallen.

### Ultraschalluntersuchung
Der Ductus choledochus kann sowohl durch einen Abdomenultraschall (durch die Haut) als auch durch eine Endosonographie (von innen im Rahmen einer endoskopischen Untersuchung) dargestellt werden. Der Gang ist normalerweise unter 0,7 cm schmal. Im krankhaften Zustand kann er bis auf 2 cm Breite anschwellen. Nach Gallenblasenoperation ist eine Weite bis 1,1 cm noch als normal anzusehen, da der Gallengang die Speicherfunktion der Gallenblase teilweise übernehmen kann.
Der Ductus choledochus verläuft durch die Leberpforte zusammen mit der Arteria hepatica (Leberarterie) und der Pfortader. Er verläuft dabei parallel zur Pfortader und wird von der Arteria hepatica mehrfach gekreuzt. Um den Ductus choledochus von diesen beiden Blutgefäßen zu unterscheiden, ist die farbkodierte Doppler-Sonografie (Duplexsonographie) hilfreich, welche den Blutfluss darstellen kann.
Der Zwölffingerdarm ist meist luftgefüllt und kann die Darstellung des Ductus choledochus (vor allem im letzten Stück im Bereich der Bauchspeicheldrüse) von außen erschweren. Von innen hingegen kann man den Ductus choledochus in der Regel problemlos darstellen.

### ERCP
Eine direkte Darstellung des Ductus choledochus gelingt mit Röntgen-Kontrastmittel durch Sondierung der Papille über ein Endoskop mit Seitblick-Optik (Endoskopisch retrograde Cholangio-Pankreatikographie, ERCP). Bei krankhaften Befunden kann in gleicher Sitzung die Therapie durchgeführt werden. Es können Steine aus dem Gang entfernt oder Stenosen mit Plastik- oder Drahtstents überbrückt werden. Auch Fehlbildungen, wie Choledochocelen und innere Duodenaldivertikel, werden endoskopisch-operativ korrigiert. Die erste endoskopische Resektion einer Choledochocele wurde 1973 von P. Deyhle durchgeführt (Deyhle et al.: Perorale-endoskopisch-elektrochirurgische Abtragung einer Choledochcele - Deutsche Medizinische Wochenschrift 99, Januarheft 1974, 71–72 und speziell 83–83).

### CT und MRT
Ergibt sich bei der Ultraschalluntersuchung kein schlüssiger Befund und besteht klinisch weiterhin der Verdacht einer Gallenwegserkrankung – z. B. Steinleiden, Tumor oder Fehlbildung –, ist eine objektivierbare, überlagerungsarme und multidimensional darstellbare Bildgebung zielführend. Hierzu eignet sich die Computertomographie (Volumenscan mit MPR), die schnell verfügbar und preiswert ist, allerdings auch eine Strahlenbelastung bedeutet, sowie die MRT (speziell MRCP), die relativ teuer und nur geplant möglich ist. Beide Verfahren dienen nur zur Befunddarstellung. Eine Möglichkeit zur Intervention beziehungsweise Therapie – wie bei der ERCP – ist hier nur in Ausnahmefällen gegeben.